# Cytula
Cytula (ukr. Цитуля) – wieś na Ukrainie, w obwodzie lwowskim, w rejonie lwowskim (wcześniej w rejonie żółkiewskim). W 2021 roku liczyła 143 mieszkańców. Założono w 1460 roku.